# Úgy tetszik, hogy jó helyen vagyunk itt
Az Úgy tetszik, hogy jó helyen vagyunk itt kezdetű magyar népdalt Kodály Zoltán gyűjtötte Nagyszalontán 1916-ban. A szöveg Vitkovics Mihály Vigalmi dal című versének módosult változata.
Két szólamú kánonban is énekelhető.
Feldolgozás:
| Szerző          | Mire                | Mű                            |
| --------------- | ------------------- | ----------------------------- |
| Kadosa Pál      | Zongora             | Zongoraiskola 2., I/19. kotta |
| Ludvig József   | ének, gitárakkordok | Kis kacsa fürdik…, 8. oldal   |
| Gárdonyi Zoltán | zongora             | Úgy tetszik, hogy jó helyen   |

## Kotta és dallam
| Úgy tetszik, hogy jó helyen vagyunk itt, úgy tetszik, hogy máskor is voltunk itt. Mulassunk hát egy vagy két óráig, végbúcsúnkat míg ki nem adják itt. | Végbúcsúnknak hamar vége lészen, Szegénylegény akármerre mégyen, Akármerre fordítja kalapját, Szegénylegény így éli világát. |

Az utolsó sornak az alábbi változata is ismert:
| { << \relative c' { \key c \major \time 2/4 \tempo 4 = 60 \set Staff.midiInstrument = "overdriven guitar" \transposition c' % vegbucsunkat mig ki nem adjak itt. d8 d d d f f e d c4 c8 r \bar "\|." } \addlyrics { vég -- bú -- csún -- kat míg ki nem ad -- ják itt. } >> } | \| Szerző \| Mire \| Mű \| \| ----------------- \| -------------------------- \| ------------------------------------------------------ \| \| Szervánszky Endre \| hegedű, zongora \| Tíz könnyű hegedű-zongoradarab 8. darab: Párta, párta… \| \| Bárdos Lajos \| háromszólamú vegyeskar \| Vendégnóta \| \| Máriássy István \| zongora vagy ének és gitár \| Elindultam szép hazámból, 9. kotta \| |                                                        |
| Szerző | Mire | Mű                                                     |
| Szervánszky Endre | hegedű, zongora | Tíz könnyű hegedű-zongoradarab 8. darab: Párta, párta… |
| Bárdos Lajos | háromszólamú vegyeskar | Vendégnóta                                             |
| Máriássy István | zongora vagy ének és gitár | Elindultam szép hazámból, 9. kotta                     |

## Felvételek
- Úgy tetszik, hogy jó helyen vagyunk itt... Gróh Ilona  YouTube (2012. szeptember 11.)  (Hozzáférés: 2016. május 30.) (audió)
- Úgy tetszik, hogy jó helyen vagyunk itt. cimbalom.nl (Hozzáférés: 2016. május 30.) (audió) arch